# A.J.アクター
アダム・ジョゼフ・アクター（Adam Joseph Achter, 1988年8月27日 - ）は、アメリカ合衆国・オハイオ州トレド出身の元プロ野球選手（投手）。右投右打。

## 経歴

### プロ入りとツインズ時代
2010年のMLBドラフト46巡目（全体1395位）でミネソタ・ツインズに指名され、8月16日に契約。この年は傘下のアパラチアンリーグのルーキー級エリザベストン・ツインズで4試合に登板し、1勝0敗・防御率4.91だった。
2011年はA級ベロイト・スナッパーズで先発を任され、5月から9月にかけて19試合に先発登板し、うち8試合でクオリティ・スタート（先発投手が6イニング以上を投げ、かつ3自責点以内に抑える）を記録。シーズンでの成績は、5勝8敗・防御率4.52だった。
2012年は開幕をA級ベロイトで迎え、主にリリーフを務めた。18試合（うち先発での登板は1試合）で40.0回を投げて防御率2.48・49三振を奪うなど結果を残し、6月にA+級フォートマイヤーズ・ミラクルへ昇格。昇格後は抑えとしてもマウンドに立ち、19試合で6セーブを記録。投球回数を上回る数の三振を奪い（34.1回・37奪三振）、防御率も0.79と安定していた。
2013年は、開幕からAA級ニューブリテン・ロックキャッツでリリーフを務めた。5月初頭までは四球の数がやや多く、2試合連続でホームランを許すなど不安定な部分もあったが、徐々に調子を上げ、最初の10試合での防御率は3.71だったが、続く15試合では防御率0.92と好投した。AA級でのトータルの成績は、25試合で防御率2.21だった。7月にはAAA級ロチェスター・レッドウイングスへと昇格。AAA級での初登板となった7月7日のポータケット・レッドソックス戦では、7回表に登板し、続く8回表に2本塁打を含む4失点を喫するなどいきなり打ち込まれたが、その後は本来の実力を発揮し、以降シーズン終了までに投げた15試合で防御率1.61・WHIP1.07という好成績を残した。AAA級ロチェスターでの成績は、16試合・23.2回を投げ、1勝2敗・防御率3.04だった。
2014年はAA級ニューブリテンで開幕を迎え、3試合・6.2回・11奪三振・防御率0.00と難なく結果を出し、4月中には早々にAAA級ロチェスターへと昇格。ここでも春先から好投を続け、6月終了時点では22試合・防御率1.60・被打率.124と打者を圧倒する成績を残した。7月以降はやや失点を重ねたが、それでもAAA級ロチェスターでの年間の成績は40試合・72.0回・4勝4敗6セーブ・防御率2.38・WHIP0.94という数字だった。9月2日にツインズとメジャー契約を結び、翌3日のシカゴ・ホワイトソックス戦でMLB初登板を果たした。11対4と7点をリードした9回表に登板し、10球で打者3人をフライアウト3つに打ち取って試合を締めくくった。シーズン最終登板となった9月26日のデトロイト・タイガース戦では、3点リードの5回裏一死から登板。2回を投げ2安打1失点だったが、メジャー初勝利を挙げた。この年は7試合に登板し、1勝0敗・5奪三振・防御率3.27だった。
2015年は11試合にリリーフ登板したが、131⁄3回で本塁打を4本も打たれ、防御率6.75と不振だった。しかし、投球イニングを超える14個の三振を奪い、進歩した面も見せた。

### エンゼルス時代
2015年11月20日にウェーバーを経てフィラデルフィア・フィリーズに移籍したが、12月12日にチャーリー・モートンの加入に伴ってDFAとなった。12月17日にウェーバーを経てロサンゼルス・エンゼルスに移籍した。12月23日にロブ・ラスムッセン、レイ・ナバーロ、ボビー・ラフロムボイスの加入に伴って40人枠から外れ、傘下のAAA級ソルトレイク・ビーズに降格した。
2016年の開幕はAAA級ソルトレイクで迎えたが、4月9日にメジャー昇格のため、40人枠入りした。5月22日にDFAとなり、24日に40人枠を外れる形でAAA級ソルトレイクへ配属された。その後、6月13日に再びメジャー昇格したが、27日にAAA級ソルトレイクへ降格。さらに7月18日に再びDFA、21日に40人枠外でAAA級ソルトレイクへ配属された。8月9日に三たびメジャー契約を結んで25人枠入りした。10月10日に40人枠を外れる形でAAA級ソルトレイクへ降格した。

### タイガース傘下時代
2016年12月9日にデトロイト・タイガースとマイナー契約を結び、2017年のスプリングトレーニングに招待選手として参加することになった。開幕後はAA級エリー・シーウルブズに所属していたが、6月6日に自由契約となった。

### 独立リーグ時代
2017年6月28日にアトランティックリーグのサマセット・ペイトリオッツと契約した。22試合に登板し3勝2敗、防御率4.08の成績を残した。

### 現役引退後
2018年より東ミシガン大学野球部のアシスタントコーチを務める。

## 詳細情報

### 年度別投手成績
| 年 度    | 球 団    | 登 板 | 先 発 | 完 投 | 完 封 | 無 四 球 | 勝 利 | 敗 戦 | セ 丨 ブ | ホ 丨 ル ド | 勝 率 | 打 者 | 投 球 回 | 被 安 打 | 被 本 塁 打 | 与 四 球 | 敬 遠 | 与 死 球 | 奪 三 振 | 暴 投 | ボ 丨 ク | 失 点 | 自 責 点 | 防 御 率 | W H I P |
| -------- | -------- | ----- | ----- | ----- | ----- | -------- | ----- | ----- | -------- | ----------- | ----- | ----- | -------- | -------- | ----------- | -------- | ----- | -------- | -------- | ----- | -------- | ----- | -------- | -------- | ------- |
| 2014     | MIN      | 7     | 0     | 0     | 0     | 0        | 1     | 0     | 0        | 0           | 1.000 | 49    | 11.0     | 14       | 2           | 3        | 0     | 0        | 5        | 0     | 0        | 7     | 4        | 3.27     | 1.55    |
| 2015     | MIN      | 11    | 0     | 0     | 0     | 0        | 0     | 1     | 0        | 0           | .000  | 58    | 13.1     | 12       | 4           | 6        | 1     | 0        | 14       | 0     | 0        | 10    | 10       | 6.75     | 1.35    |
| 2016     | LAA      | 27    | 0     | 0     | 0     | 0        | 1     | 0     | 0        | 3           | 1.000 | 160   | 37.2     | 43       | 7           | 12       | 1     | 1        | 14       | 0     | 0        | 13    | 13       | 3.11     | 1.46    |
| MLB：3年 | MLB：3年 | 45    | 0     | 0     | 0     | 0        | 2     | 1     | 0        | 3           | .667  | 267   | 62.0     | 69       | 13          | 21       | 2     | 1        | 33       | 0     | 0        | 30    | 27       | 3.92     | 1.45    |

### 背番号
- 58 （2014年 - 2015年）
- 60 （2016年）